# Eva Marie Saint

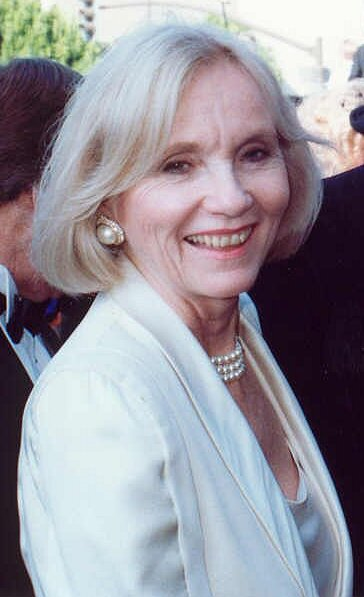
Eva Marie Saint 1990.

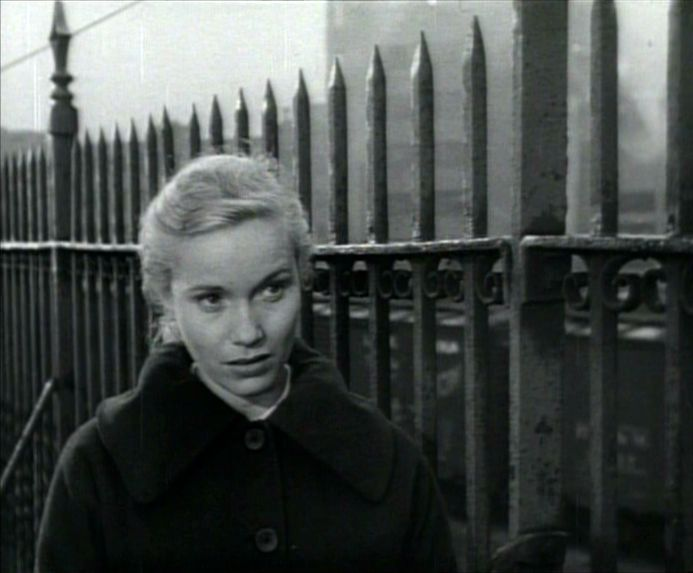
Eva Marie Saint i filmen Storstadshamn (1954).

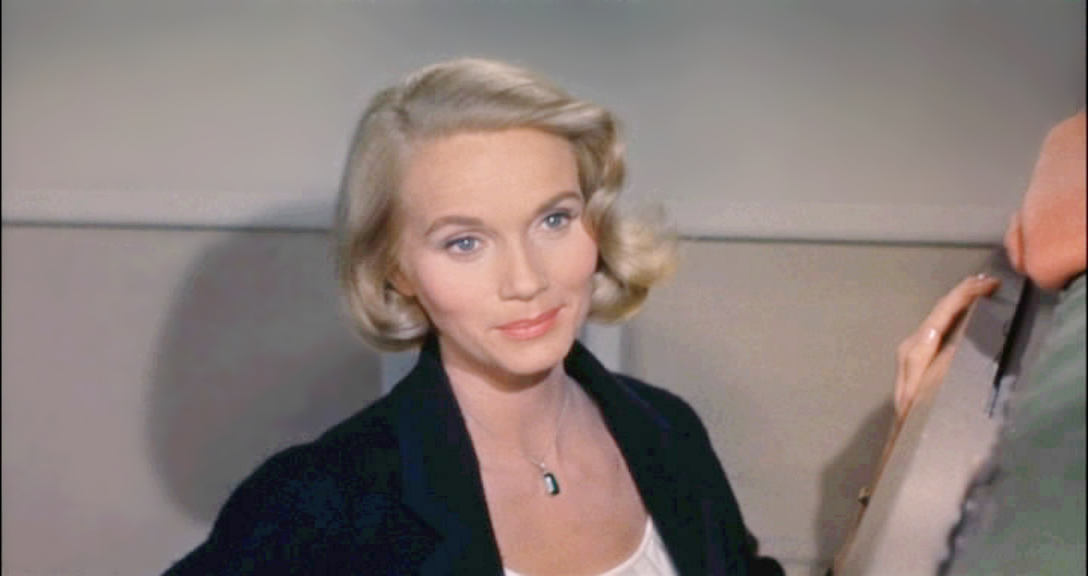
Eva Marie Saint i filmen I sista minuten (1959).

Eva Marie Saint, född 4 juli 1924 i Newark i New Jersey, är en amerikansk skådespelare.
Eva Marie Saint började sin karriär i radio- och TV-pjäser och gjorde 1953 succé i Broadwayuppsättningen av Resan till Bountiful. Följande år gjorde hon sin filmdebut i Storstadshamn och erhöll en Oscar för bästa kvinnliga biroll för sin roll som Marlon Brandos flickvän "Edie Doyle".
Eva Marie Saint har ofta fått spela svala, intelligenta hjältinnor. Bland hennes övriga filmer kan nämnas Alfred Hitchcock-thrillern I sista minuten från 1959 och Exodus från 1960. 1977 medverkade hon i den i Sverige enormt populära TV-serien Familjen Macahan, där hon spelade "Kate Macahan".
Saint var gift med regissören Jeffrey Hayden i 65 år, från 1951 till hans död 2016.

## Filmografi (urval)
- 1954 – Storstadshamn
- 1957 – En handfull snö
- 1957 – Regnträdets land
- 1959 – I sista minuten
- 1960 – Exodus
- 1962 – Oro i kroppen
- 1965 – 36 timmar
- 1965 – Het strand
- 1966 – Ryssen kommer! Ryssen kommer!
- 1967 – Grand Prix
- 1968 – Den röda skuggan
- 1977 – Familjen Macahan (TV-serie) (fyra avsnitt)
- 1986–1988 – Par i brott (TV-serie) (sex avsnitt)
- 1986 – Ingenting gemensamt
- 1996 – Titanic (TV-serie)
- 2000 – Jag drömde om Afrika
- 2005 – En vän med fyra tassar
- 2005 – Don't Come Knocking
- 2006 – Superman Returns
- 2012–2013 – The Legend of Korra (TV-serie) (röst, fem avsnitt)
- 2014 – Winter's Tale
- 2019 – Mariette in Ecstasy